# 29659 Zeyuliu
A 29659 Zeyuliu (ideiglenes jelöléssel (29659) 1998 WY17) a Naprendszer kisbolygóövében található aszteroida. A LINEAR projekt keretében fedezték fel 1998. november 21-én.